# NGC 4014
NGC 4014 (również NGC 4028, PGC 37695 lub UGC 6961) – galaktyka spiralna (S0-a), znajdująca się w gwiazdozbiorze Warkocza Bereniki.
Odkrył ją William Herschel 30 grudnia 1783 roku. Niezależnie odkrył ją John Herschel 26 kwietnia 1832 roku. John Dreyer skatalogował obie te obserwacje jako, odpowiednio, NGC 4028 i NGC 4014. Dwukrotne skatalogowanie galaktyki wynikło z niedokładności pozycji podanej przez Williama Herschela, przez co mogło się wydawać, że obserwował on inny obiekt niż jego syn, John.